# Уельва – Кордова – Мадрид
Уельва – Кордова – Мадрид – газопровід в Іспанії.
У 1988-му в Уельві ввели в дію термінал для імпорту зрідженого природного газу. Отримана через нього продукція призначалась для потужної промислової зони в самій Уельві, крім того, блакитне паливо подали до Севільї по трубопровідному коридору довжиною 88 км, що наразі включає нитки з максимальним діаметром 500 мм.
В 1991 році почався запуск газопроводу довжиною 451 км та діаметром 650 мм від Севільї до Хетафе на південній околиці Мадриду. На своєму шляху він пройшов через:
- Кордову, де у підсумку виникло сполучення з газопроводами Кордова – Бадахос та Таріфа – Кордова;
- Пуертояно, де великими споживачами є або були завод азотних добрив, ТЕС Пуертояно, нафтопереробно-нафтохімічний комплекс.
Робочий тиск газопроводу 7,2 МПа.
Від трубопроводу отримує живлення ТЕС Акека.
Можливо також відзначити, що в подальшому із розширенням терміналу в Уельві звідси проклали другий трубопровід до столичного регіону Уельва – Алькасар-де-Сан-Хуан – Мадрид.